# Urup Sogn
Urup Sogn er et sogn i Grene Provsti (Ribe Stift).
Urup Kirke blev i 1919 indviet som filialkirke til Grindsted Kirke. Urup blev så et kirkedistrikt i Grindsted Sogn, som hørte til Slavs Herred i Ribe Amt. Grindsted sognekommune inkl. kirkedistriktet blev ved kommunalreformen i 1970 kernen i Grindsted Kommune, der ved strukturreformen i 2007 indgik i Billund Kommune.
Da kirkedistrikterne blev nedlagt 1. oktober 2010, blev Urup Kirkedistrikt udskilt som det selvstændige Urup Sogn.
Stednavne, se Grindsted Sogn.